# Hán tự hỗn dụng
Hán tự hỗn dụng, trong tiếng Triều Tiên gọi là hanja honyong (tiếng Hàn: 한자혼용; Hanja: 漢字混用),  Hanja-seokkeosseugi (漢字섞어쓰기, 한자섞어쓰기) hoặc gukhanmun honyong (국한문혼용; 國漢文混用), là một dạng chữ viết của tiếng Triều Tiên bằng cách trộn ký tự Triều Tiên hoặc hangul (한글) và hanja (漢字, 한자). Cách viết của các từ thường được dựa theo tất cả các từ bản địa Triều Tiên, bao gồm ngữ pháp kết thúc, các tiểu tiết và kính ngữ thường được viết bằng hangul và không bao giờ được viết bằng hanja. Từ Hán-Hàn hoặc hanja-eo (한자어; 漢字語), là những từ mượn từ tiếng Trung Quốc hoặc được tạo ra từ nguồn gốc Hán-Hàn thường được viết bằng hanja, mặc dù rất ký tự rất phức tạp nên thường được thay thế bằng hangul. Mặc dù ký tự Triều Tiên đã được giới thiệu và giảng dạy cô mọi người từ năm 1446, nhưng hầu hết văn học được viết bằng cổ văn gọi là hanmun (한문; 漢文) cho đến đầu thế kỷ 20.
Mặc dù các ví dụ về cách viết Hán tự hỗn dụng đã cũ như chính hangul, sự pha trộn giữa hangul và hanja trong một câu đã trở thành hệ thống chữ viết chính thức của tiếng Triều Tiên vào cuối thế kỷ 19, khi việc cải cách đã chấm dứt văn học, khoa học và chính quyền bằng tiếng Trung Quốc. Cách viết này tiếp tục trở thành cách viết trang trọng của tiếng Triều Tiên suốt thế kỉ 20. Sau đó từ từ nhường chổ cho hangul được sử dụng tại Triều Tiên vào năm 1949, trong khi ở Hàn Quốc vẫn sử dụng một cách hạn chế. Tuy nhiên, với sự giảm sút trong giáo dục hanja, số lượng hanja được sử dụng ngày càng ít và vào thế kỉ 21, rất hiếm hanja được sử dụng. Tại Châu tự trị dân tộc Triều Tiên Diên Biên ở Trung Quốc, tờ báo địa phương Northeast Korean People's Daily(Đông Bắc Triều Tiên Nhân Dân Báo) đã phát hành "phiên bản công nhân và nông dân" sử dụng toàn bộ hangul trong văn bản, ngoài ra còn có "phiên bản cán bộ" đã sử dụng Hán tự này cho người dân gốc Triều Tiên. Bắt đầu từ ngày 20 tháng 4 năm 1952, tòa soạn đã bỏ "phiên bản cán bộ" và chỉ phát hành hangul.